# Suzanne Valadon

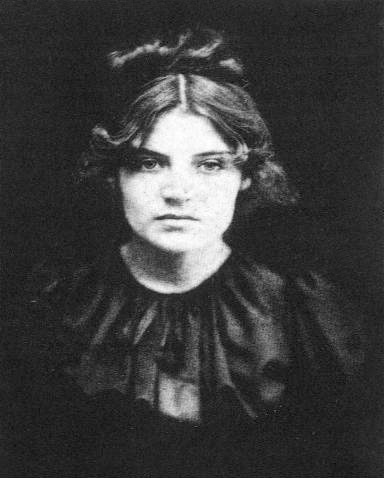
Een jonge Suzanne Valadon

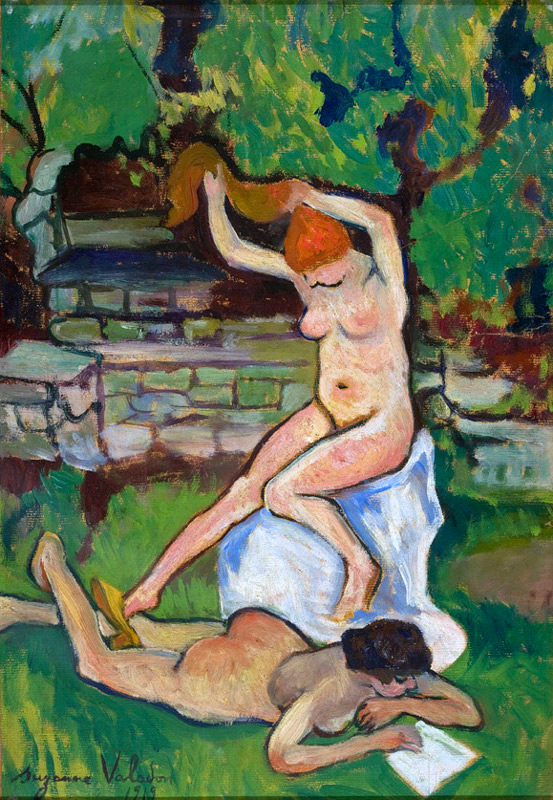
Naakte vrouwen door Suzanne Valadon

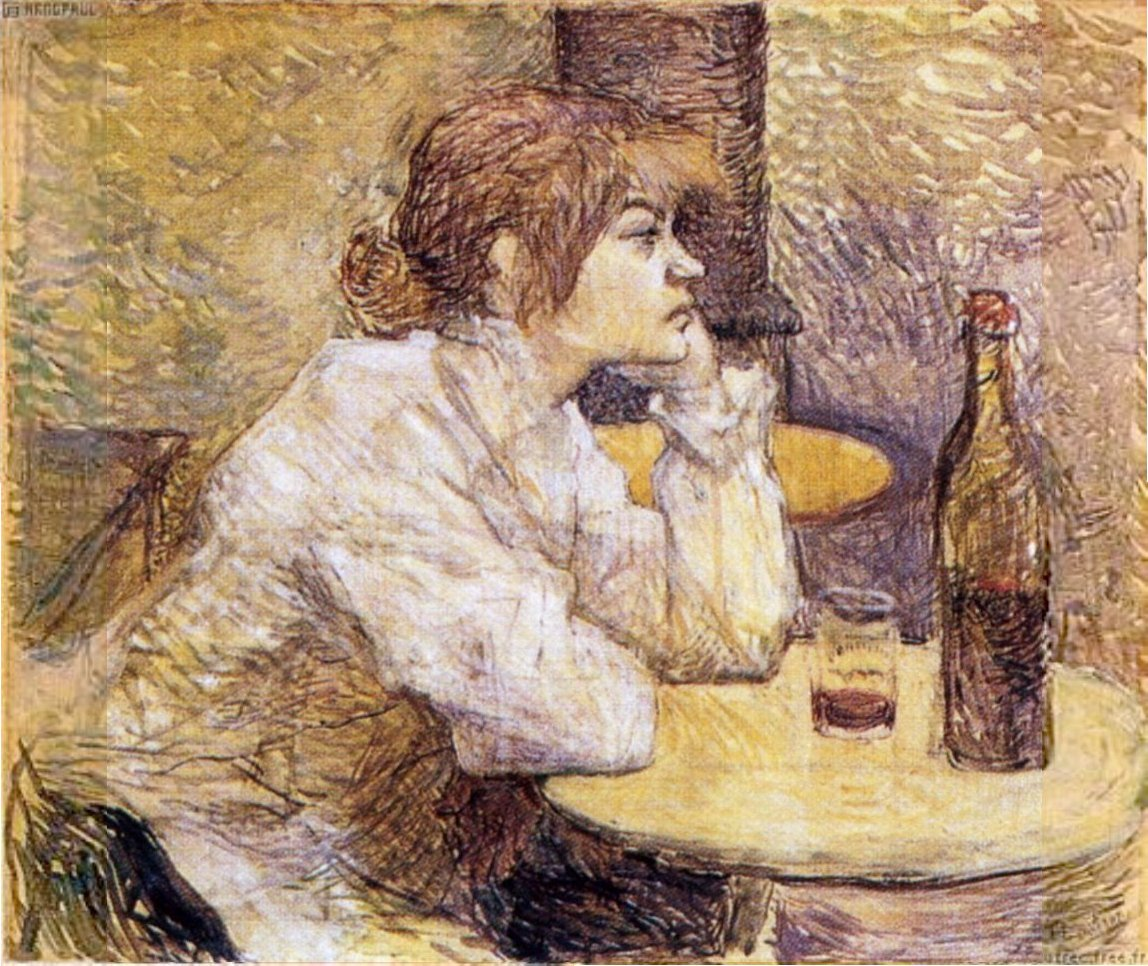
Suzanne Valadon afgebeeld door Toulouse-Lautrec in La Buveuse

Suzanne Valadon, officieel Marie-Clémentine Valadon, (Bessines-sur-Gartempe, 23 september 1865 – Parijs, 7 april 1938) was een Franse postimpressionistisch kunstschilder.

## Biografie
Marie-Clémentine Valadon was het kind van een ongehuwde wasvrouw. In 1870 was haar moeder naar Parijs getrokken en vestigde Valadon zich in de kunstenaarswijk Montmartre. Op haar achttiende werd zij zelf ongehuwd moeder van zoon Maurice die - eveneens kunstschilder - bekend werd onder de naam Utrillo. Om in haar onderhoud te voorzien werd Valadon schildersmodel. Ze leerde verschillende kunstenaars kennen en werd de minnares van Pierre Puvis de Chavannes en Pierre-Auguste Renoir. Ze begon zelf ook te schilderen en werd door kunstenaars als Henri de Toulouse-Lautrec, Edgar Degas en Renoir aangemoedigd en onderwezen. In 1894 exposeerde Valadon  voor het eerst op de Parijse salon, met voornamelijk portretten, waaronder een portret van Erik Satie met wie zij een kortstondige verhouding had.
In 1896 trouwde Valadon met de welgestelde aandelenhandelaar Paul Mousis, maar verliet hem in 1909 voor de jonge schilder André Utter. Zij trouwden in 1914, maar het huwelijk hield uiteindelijk geen stand. Valadon overleed in 1938 en werd begraven op Cimetière de Saint-Ouen nabij Parijs. Op haar begrafenis waren vele beroemdheden aanwezig, onder wie André Derain, Pablo Picasso en Georges Braque.

## Werken
Valadon wordt tot de postimpressionisten gerekend. Haar zoon, Maurice Valadon, werd later zelf ook als kunstschilder bekend onder de naam Utrillo. Valadon schilderde portretten, stillevens en landschappen. Ze werd het meest bekend met haar naakten. Werken van Valadon zijn te zien in onder meer het Centre Georges Pompidou en het Metropolitan Museum of Art in New York.

## Bekende afbeeldingen van Suzanne Valadon
De bekendste afbeelding van Suzanne Valadon is die op het schilderij met de titel La Danse à Bougival uit 1883 van Renoir. In 1885 schilderde hij haar opnieuw als een jonge vrouw die haar haar kamt. Valadon werd in 1889 door Toulouse-Lautrec afgebeeld in een portret met getiteld La Buveuse.

## Varia
De film Satie and suzanne uit 1994 van Tim Southam gaat over een korte affaire van een paar maand tussen Erik Satie en Suzanne Valadon. De muziek van Satie in de film wordt uitgevoerd door Reinbert de Leeuw.

## Biografieën en catalogussen
- Paul Petrides, Suzanne Valadon, The Complete Work, Alan Wofsy Fine Arts, ISBN 978-1556600685
- John Storm, The Valadon Drama, The Life of Suzanne Valadon, ISBN 978-0548451762
- Suzanne Valadon, Musée National d’art moderne, préface de Bernard Dorival, Réunion des Musées nationaux, Paris 1967.
- Jeanne Champion, Suzanne Valadon, Fayard, ISBN 978-2213617817
- Diamand Rosinsky, Thérèse, Suzanne Valadon, Paris, Flammarion, 2005, 368 p., ISBN 2080684655
- Michel Peyramaure, Suzanne Valadon, Robert Laffont, coll. "Pocket", Paris, 1998, 2 tomes., ISBN 978-2266106573
- June Rose, Valadon, Suzanne, 1865-1938. Richard Cohen Books, 1998.